# Druppelparasolzwam
De druppelparasolzwam (Chamaemyces fracidus, synoniem: Ditiola pezizaeformi) is een schimmel behorend tot de familie Agaricaceae. Hij komt voor op de grond (vooral kalkhoudend) of verrot hout. Hij leeft saprotroof op nog beschorste takken en stammen van loof- en naaldbomen. Hij is bekend van de beuk (Fagus sylvatica), eiken (Quercus) en sparren (Picea). In Europa verschijnen vruchtlichamen van juli tot oktober.

## Kenmerken
Hij produceert vruchtlichamen met vlezige hoeden met een diameter van 3 tot 8 cm. Ze zijn beige of licht oker van kleur, soms met donkere vlekken op het oppervlak, met een lamellaire hymenofoor. De lamellen zijn dicht op elkaar geplaatst, niet bevestigd aan de steel (vrij), licht crèmekleurig, met een regelmatige trama. De stelen hebben een zichtbare ringvormige zone, waaronder zich een bruine, schilferige laag op hun oppervlak bevindt. De sporen zijn zwart, elliptisch, zonder kiempore, inamyloïde en meten 4-5 × 2-3 μm.

## Verspreiding
De druppelparasolzwam is een Europese soort. Hij staat ook op de lijsten van bedreigde soorten in Duitsland, Denemarken, Estland, Finland, Nederland, Noorwegen, Polen, Slowakije en Tsjechië. In Nederland komt hij zeer zeldzaam voor.

## Naamgeving
De wetenschappelijke naam werd gepubliceerd in 1838 door Elias Magnus Fries als Agaricus fracidus. De huidige naam, erkend door Index Fungorum, werd er in 1962 aan gegeven door Marinus Anton Donk.